# 알프레드 바리
알프레드 바리(프랑스어: Alfred Barye, 1839년 1월 21일 – 1882년)는 유명한 조각가 앙투안-루이 바리의 아들이자 프랑스 조각가이다. 그는 주로 청동 조각을 제작했으며, 이는 그의 아버지와 유사하다.
그의 경력 대부분 동안 알프레드는 자신의 작품에 서명할 수 없었고, 아버지의 이름으로 작업해야만 했다. 이러한 압력은 수십 년간 지속되었고, 결국 부자 간의 관계는 단절되었다.
알프레드 바리는 동물 모티브를 전문으로 했으며, 종종 말, 사자, 그리고 다른 동물들을 움직이는 모습을 조각으로 표현했다. 그의 작품은 아버지의 그늘에 가려졌지만, 청동 조각 수집가들 사이에서 인정받았다.

## 링크
- 아랍 말 (바리)

## 참고 자료
- 이 문서에는 다음커뮤니케이션(현 카카오)에서 GFDL 또는 CC-SA 라이선스로 배포한 글로벌 세계대백과사전의 내용을 기초로 작성된 글이 포함되어 있습니다.

1. ↑  Pierre Kjellberg, Les Bronzes du XIXe Siècle, 1986, (p. 369, "the Arab warrior knight on horseback")